# 사카이 고토쿠
사카이 고토쿠(일본어: 酒井 高徳, 1991년 3월 14일 뉴욕주 뉴욕 시 ~ )는 독일계 일본인의 축구 선수로, 포지션은 풀백이며 현재는 J1리그의 비셀 고베 소속으로 뛰고 있다.

## 구단 경력
그는 2009년 J1리그의 알비렉스 니가타에 입단했다. 2012년 VfB 슈투트가르트로 이적했다. 2015년부터 2019년까지 함부르거 SV에서 뛰었다. 2019년 J1리그의 비셀 고베로 이적했다. 2023년과 2024년 2번의 J1리그 우승을 차지했다.

## 국가대표팀 경력
그는 2012년 하계 올림픽에 참가할 일본 U-23 국가대표팀에 발탁되었으며, 4경기에 출전, 4강 진출에 기여했다.
2012년 9월 6일 아랍에미리트과의 경기에서 일본 국가대표팀에 데뷔했다. 2번의 FIFA 월드컵, 2013년 FIFA 컨페더레이션스컵, 2015년 AFC 아시안컵에도 출전했다. 그는 2018년까지 국제 A매치 통산 42경기에 출전했다.

## 통계
| 일본 | 일본 | 일본 |
| 연도 | 출전 | 득점 |
| ---- | ---- | ---- |
| 2012 | 2    | 0    |
| 2013 | 9    | 0    |
| 2014 | 7    | 0    |
| 2015 | 7    | 0    |
| 2016 | 7    | 0    |
| 2017 | 4    | 0    |
| 2018 | 6    | 0    |
| 통산 | 42   | 0    |